# Synagoge (Heinsberg)
Die erste Synagoge in Heinsberg entstand spätestens im 18. Jahrhundert. Ein Neubau wurde 1811 eingeweiht. Diese zweite Synagoge in Heinsberg wurde 1944 bei einem Bombenangriff zerstört.

## Geschichte
Um 1640 waren in Heinsberg vier jüdische Familien verzeichnet. Eine Synagoge wurde erstmals 1771 erwähnt. Eine neue Synagoge wurde 1811 eingeweiht. Das schlichte Gebäude befand sich auf dem hinteren Teil eines Geländes an der Hochstraße 89 innerhalb der dichtbebauten Altstadt.
Ende der 1920er Jahre lebten etwa 65 jüdische Bürger in der Stadt.
Am Morgen des 10. November 1938 wurde unter Führung des NSDAP-Kreisleiters Konrad Volm die Inneneinrichtung der Synagoge während der Novemberpogrome zerstört. Die Kultgegenstände wurden auf die Straße geworfen. Weil sich der Leiter der Heinsberger Feuerwehr geweigert hatte, bei der geplanten Brandlegung die umgebenden Häuser zu schützen, wurde die Synagoge von den Nationalsozialisten nicht in Brand gesetzt. Das Gebäude wurde im November 1944 durch einen Bombenangriff zerstört.
Am 60. Jahrestag der Reichspogromnacht wurde 1998 eine Gedenktafel angebracht.